# Jens Eriksen
Jens Eriksen (født 30. december 1969 i Glostrup) er en professionel badmintonspiller. Han spiller nu i Hvidovre Badminton Club, men har tidligere spillet i Ballerup og Lillerød. Han er højrehåndet og måler 191 cm.